# Kussi Weiss

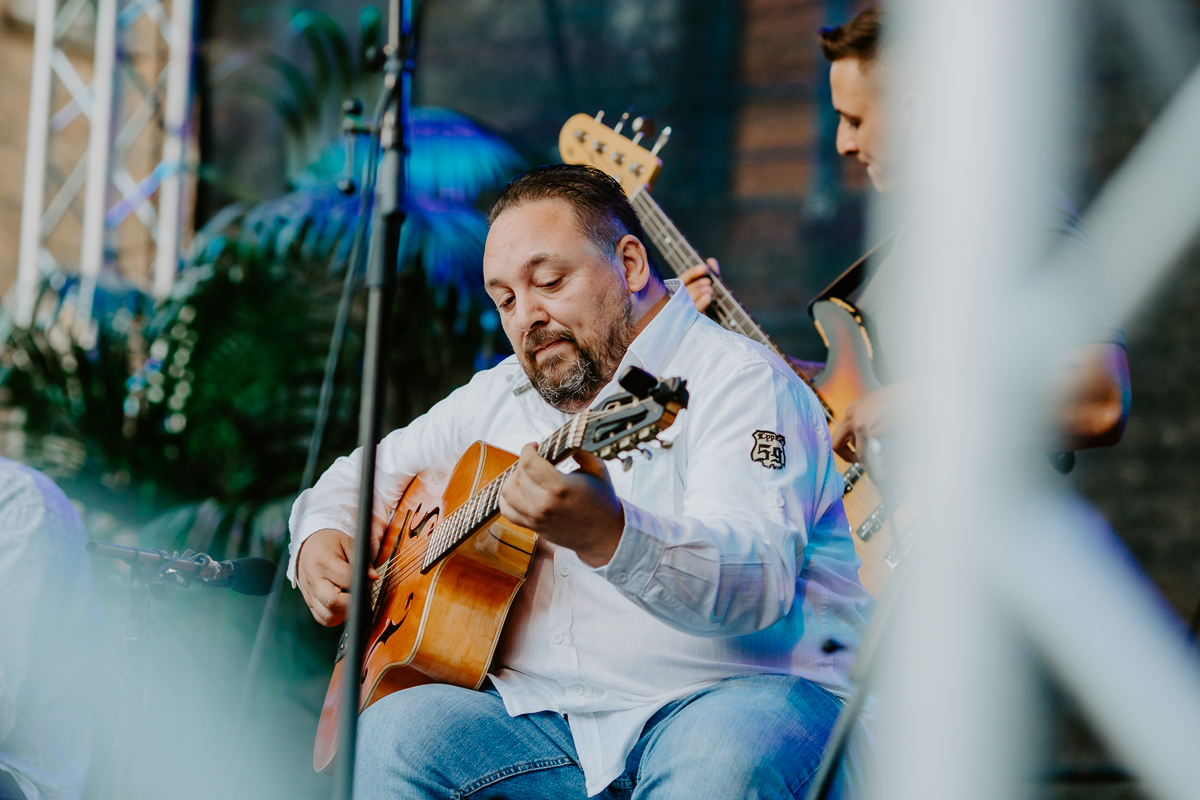
Kussi Weiss beim 20. Django-Reinhardt-Festival in Hildesheim, 2020

Kussi Weiss (* 1978) ist ein deutscher Jazzmusiker (Gitarre).

## Leben und Wirken
Weiss stammt aus einer Musikerfamilie der Sinti und wurde zunächst durch seinen Vater, Großvater und Onkel geprägt; der Geiger Martin Weiss ist sein Bruder. Seit dem elften Lebensjahr spielt er Gitarre. Er ist von Häns’che Weiss beeinflusst.
Martin Weiss holte ihn mehrfach für Plattenaufnahmen; unter eigenem Namen spielte er drei Alben ein, 1996 There Will Never Be Another You, zuletzt Maro Ziro (mit seinem Quartett Gypsy Connection). Auch trat er auf verschiedenen Festivals auf, unter anderem mit Jimmy Rosenberg, Biréli Lagrène, Stochelo Rosenberg, Jürgen Attig sowie Matthias Meusel. 